# Mark Cheverton
Ne doit pas être confondu avec Samantha Cheverton.
Œuvres principales
- Série Les Aventures de Gameknight999
- Série Le Mystère de Herobrine

Mark Cheverton est un écrivain américain de romans pour la jeunesse, notamment dans les registres de la fantasy et de la science-fiction.

## Œuvres

### UniversGamerknight999

#### SérieLes Aventures de Gameknight999
Un pré-adolescent, joueur de Minecraft, a choisi comme pseudonyme « Gameknight999 ». Égoïste et passionné, il aime mettre des bâtons dans les roues des autres joueurs. Un jour, il est téléporté dans son propre jeu à la suite d'un concours de circonstances incroyable mettant en cause un numérisateur que son père a inventé. Loin du jeu virtuel qu'il était habitué à fréquenter, il se trouve plongé dans une aventure mortelle et livrer bataille contre Erebus, le roi des Enderman. Avec l’aide d'un personnage électronique du jeu (PNJ : « personnage non joueur ») dont la fonction est celle de « crafter » (mais dont on ignore l'identité), il doit empêcher le roi des Enderman d'atteindre le Serveur de Source, sinon le roi et ses zombies pourront sortir du jeu et envahir le monde réel. À la fin du roman, le héros détruit l'armée d'Erebus.
1. L'Invasion de l'Overworld, Castelmore, 2015 ((en) Invasion of the Overworld, 2014)  (ISBN 978-2-36231-138-3)
2. La Bataille du Nether, Castelmore, 2015 ((en) Battle for the Nether, 2014)  (ISBN 978-2-36231-151-2)
3. Face au dragon, Castelmore, 2015 ((en) Confronting the Dragon, 2014)  (ISBN 978-2-36231-152-9)

#### SérieLe Mystère de Herobrine
1. Menace sur Zombie-Town, Castelmore, 2016 ((en) Trouble in Zombie-Town, 2015)  (ISBN 978-2-8112-1976-5)
2. L'Oracle du temple de la jungle, Castelmore, 2016 ((en) The Jungle Temple Oracle, 2015)  (ISBN 978-2-8112-1977-2)
3. Bataille au bord de l'océan, Castelmore, 2016 ((en) Last Stand on the Ocean Shore, 2015)  (ISBN 978-2-8112-1978-9)

#### SérieLe Retour de Herobrine
1. Au secours de Crafter, Castelmore, 2017 ((en) Saving Crafter, 2015)  (ISBN 978-2-36231-349-3)
2. L'Attaque de l'Ender dragon, Castelmore, 2017 ((en) Destruction of the Overworld, 2015)  (ISBN 978-2-36231-228-1)
3. Gameknight999 contre Herobrine, Castelmore, 2017 ((en) Gameknight999 vs. Herobrine, 2016)  (ISBN 978-2-36231-339-4)

#### SérieLa Revanche de Herobrine
1. Le Virus fantôme, Castelmore, 2019 ((en) The Phantom Virus, 2016)  (ISBN 978-2-36231-594-7)
2. L'Overworld en flamme, Castelmore, 2019 ((en) Overworld in Flames, 2016)  (ISBN 978-2-36231-228-1)
3. Surcharge système, Castelmore, 2019 ((en) System Overload, 2016)  (ISBN 978-2-36231-410-0)

#### SérieThe Birth of Herobrine
1. (en) The Great Zombie Invasion, 2016
2. (en) Attack of the Shadow-Crafters, 2016
3. (en) Herobrine's War, 2017

#### SérieThe Mystery of Entity303
1. (en) Terrors of the Forest, 2017
2. (en) Monsters in the Mist, 2017
3. (en) Mission to the Moon, 2017